# Olympische Winterspiele 1960/Teilnehmer (Bulgarien)
| Gelbes Symbol für Goldmedaillen mit stilisierten Olympischen Ringen | Graues Symbol für Silbermedaillen mit stilisierten Olympischen Ringen | Braundes Symbol für Bronzemedaillen mit stilisierten Olympischen Ringen |
| ------------------------------------------------------------------- | --------------------------------------------------------------------- | ----------------------------------------------------------------------- |
| —                                                                   | —                                                                     | —                                                                       |

Bulgarien nahm an den VIII. Olympischen Winterspielen 1960 im US-amerikanischen Squaw Valley Ski Resort mit einer Delegation von sieben Athleten in zwei Disziplinen teil, davon vier Männer und drei Frauen. Ein Medaillengewinn gelang keinem der Athleten.

## Teilnehmer nach Sportarten

### Ski Alpin
Männer
- Georgi Dimitrow
Abfahrt: 30. Platz (2:20,2 min)
Riesenslalom: 30. Platz (2:02,9 min)
Slalom: 18. Platz (2:25,1 min)

- Aleksandar Schalamanow
Abfahrt: 47. Platz (2:29,0 min)
Riesenslalom: 37. Platz (2:07,0 min)
Slalom: disqualifiziert

- Georgi Waroschkin
Abfahrt: 29. Platz (2:20,0 min)
Riesenslalom: 29. Platz (2:01,0 min)
Slalom: 29. Platz (2:47,5 min)

### Skilanglauf
Männer
- Stefan Mitkow
15 km: 33. Platz (56:55,4 min)
30 km: 31. Platz (2:03:54,6 h)
50 km: 22. Platz (3:26.32,5 h)

Frauen
- Rosa Dimowa
10 km: 22. Platz (45:45,8 min)

- Krastana Stoewa
10 km: 9. Platz (41:44,0 min)

- Nadeschda Wassilewa
10 km: 19. Platz (44:32,8 min)